# Bozhurishte
Bozhurishte (en búlgaro: Божурище) es una ciudad de Bulgaria en la provincia de Sofía.

## Geografía
Se encuentra a una altitud de 555 m s. n. m. a 14 km de la capital nacional, Sofía.

## Demografía
Según estimación 2012 contaba con una población de 5 321 habitantes.
|         | 2004  | 2005  | 2006  | 2007  | 2008  | 2009  | 2010  | 2011  |
| Mujeres | 2 709 | 2 719 | 2 737 | 2 739 | 2 765 | 2 779 | 2 827 | 2 909 |
| Varones | 2 480 | 2 474 | 2 511 | 2 511 | 2 522 | 2 535 | 2 612 | 2 709 |
| Total   | 5 189 | 5 193 | 5 248 | 5 250 | 5 287 | 5 314 | 5 439 | 5618  |